# Маррюм
Маррюм (нід. Marrum) — село в нідерландській провінції Фрисландія, на узбережжі Ватового моря. Входить до муніципалітету Північно-Східна Фрисландія. Його населення станом на 2017 рік складало 1462 осіб.

## Галерея

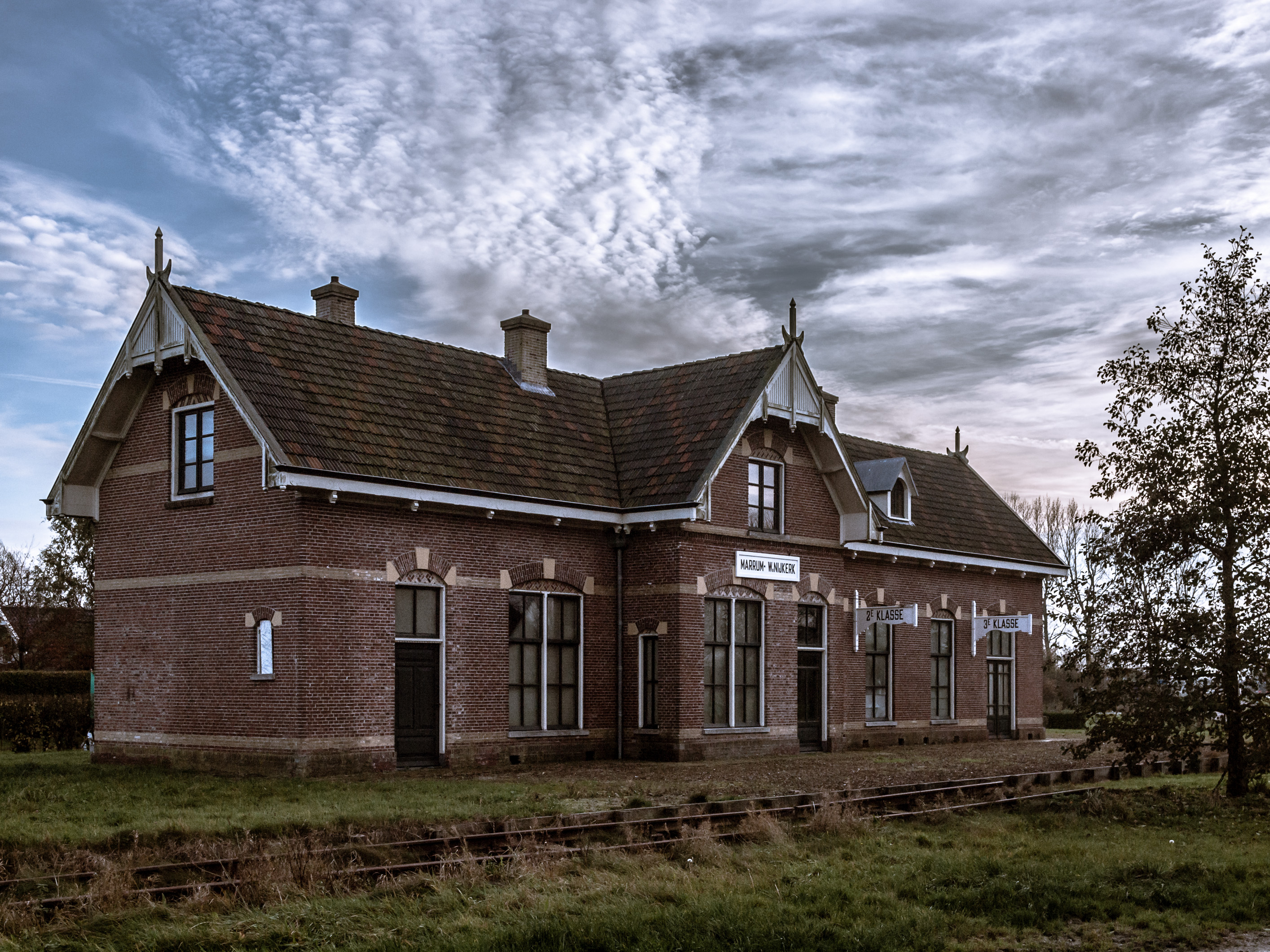
Будівля колишньої залізничної станції
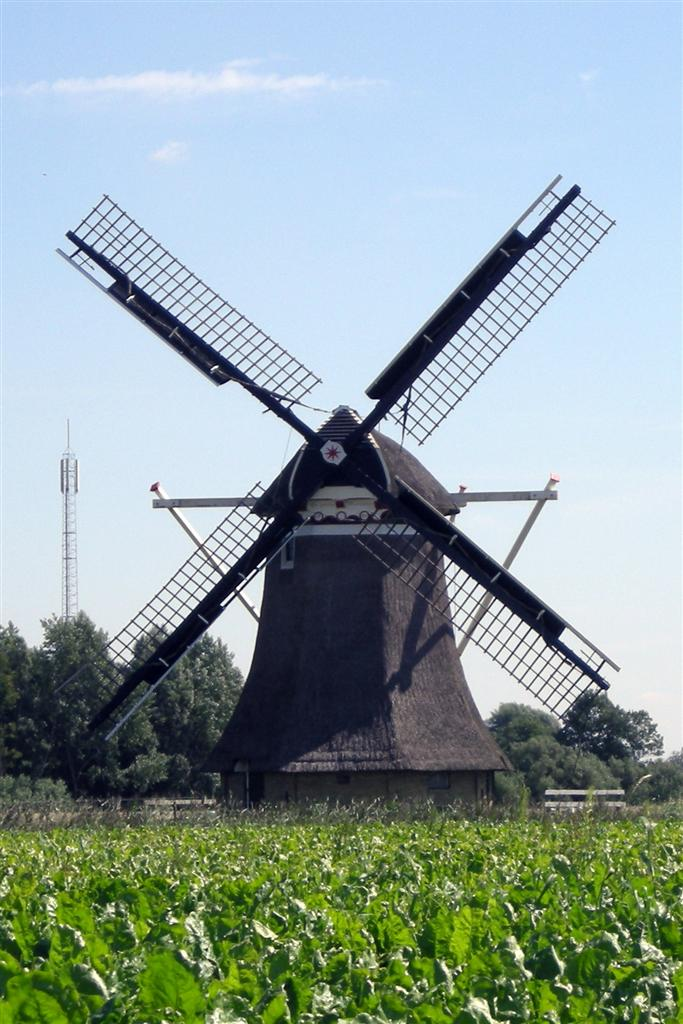
Вітряк De Grote
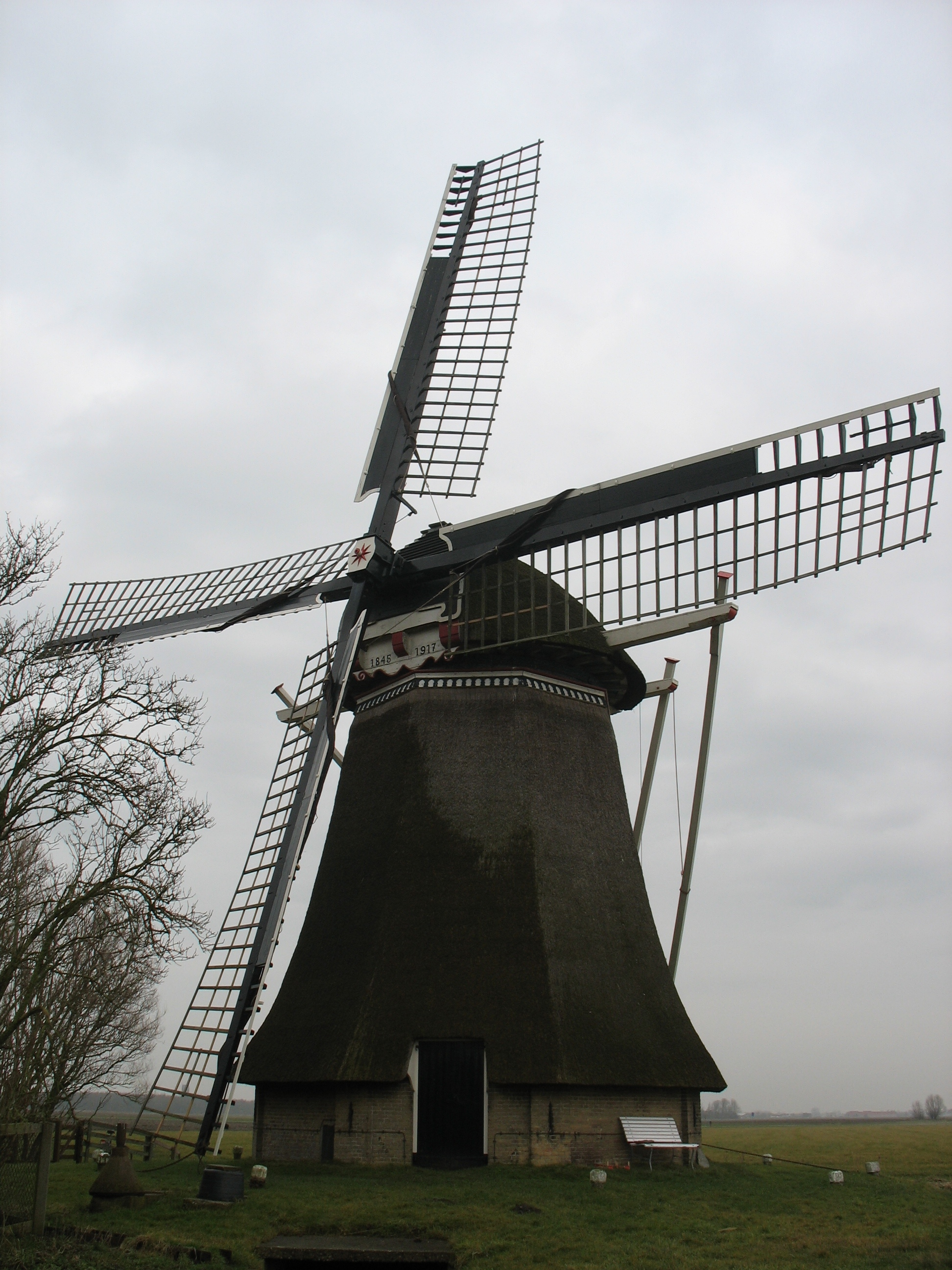
Вітряк De Phenix